# Tautogolabrus adspersus
Tautogolabrus adspersus är en fiskart som först beskrevs av Johann Julius Walbaum 1792.  Tautogolabrus adspersus ingår i släktet Tautogolabrus och familjen läppfiskar. IUCN kategoriserar arten globalt som livskraftig. Inga underarter finns listade i Catalogue of Life.